# Stele di Vado all'Arancio

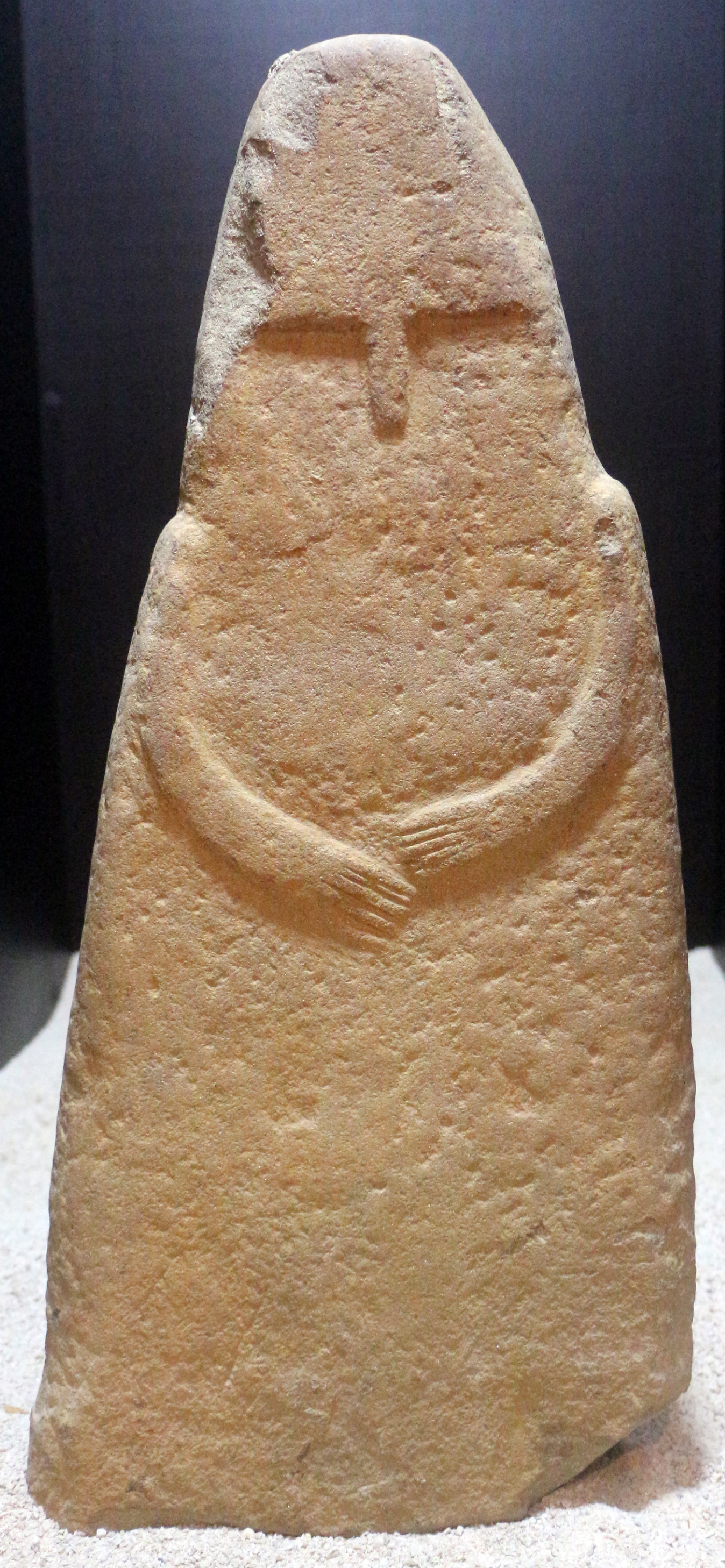
La stele esposta al museo archeologico di Massa Marittima

La stele di Vado all'Arancio è un antico manufatto preistorico rinvenuto nei pressi di Cura Nuova, nel comune di Massa Marittima (Grosseto), oggi esposta nel museo archeologico di Massa Marittima.

## Storia
L'antico manufatto, databile al periodo dell'eneolitico (III millennio a.C.) è stato rinvenuto nel 1955 presso il podere Vado all'Arancio nelle vicinanze di Cura Nuova dall'agricoltore Dino Arzilli durante alcuni lavori di aratura e trebbiatura. L'agricoltore, pur rimanendo colpito dalla statuetta, non ne comprese subito il valore, ma decise comunque di conservarla: la stele finì per anni custodita all'interno di un pollaio, dove le galline la utilizzavano per affilarvi il becco.
Notata fortuitamente dal falegname Sergio Bucci negli anni settanta, dopo averne parlato con Arzilli, la stele fu consegnata al museo archeologico della città maremmana, dove fu possibile constatare con certezza il grande ritrovamento. Da allora la stele è divenuta il simbolo del museo, nonché pezzo più importante e maggiore attrazione.

## Descrizione
La stele, o più propriamente statua-stele o menhir (lunga pietra), in pietra arenaria, rappresenta una figura antropomorfa stilizzata della quale si possono riconoscere gli occhi ed il naso (disposti a T) e le due braccia quasi conserte all'altezza dello stomaco. Non essendovi altri particolari, non è dato sapere se la statua intendesse rappresentare una figura maschile o femminile.
La realizzazione di statue-stele era una pratica molto frequente nel lungo periodo tra la fine del IV e tutto il III millennio a.C., arrivando talvolta anche all'età del Ferro. Questo è stato dimostrato da numerosi ritrovamenti in tutta Europa (più di settecento) che testimoniano la pratica in luoghi anche isolati e completamente distanti gli uni dagli altri. In Italia se ne contano numerose in Puglia (circa trenta), in Sardegna e nell'area del Mediterraneo (circa settanta) e soprattutto in Lunigiana, tra Toscana e Liguria, dove sono state ritrovate nella stessa area geografica ben sessantatré statue-stele. Ciò che rende rilevante la stele di Vado all'Arancio è proprio la sua unicità, in quanto unico caso isolato di statua-stele in Toscana, al di fuori dell'area della Lunigiana.
La funzione di tali statue, tuttavia, rimane un argomento non chiaro e di difficile risoluzione. C'è chi pensa a pratiche funerarie, religiose o di superstizione, ma rimane comunque impossibile offrire una spiegazione univoca.